# Xonrupt-Longemer
Xonrupt-Longemer – miejscowość i gmina we Francji, w regionie Grand Est, w departamencie Wogezy.
Według danych na rok 1990 gminę zamieszkiwało 1415 osób, a gęstość zaludnienia wynosiła 46 osób/km² (wśród 2335 gmin Lotaryngii Xonrupt-Longemer plasuje się na 283. miejscu pod względem liczby ludności, natomiast pod względem powierzchni na miejscu 58.).